# Game of Thrones: Winter Is Coming
Game of Thrones: Winter is Coming est un jeu vidéo édité en mars 2019, basé sur la série télévisée Game of Thrones et les livres Le Trône de fer.
Le 15 mars 2019, le studio chinois Youzu Interactive a annoncé le lancement mondial de Game of Thrones Winter is Coming, un jeu de stratégie en temps réel par navigateur sous licence officielle de Warner Bros, sous licence de HBO,.
Le joueur joue le rôle et prend titre de seigneur ou de dame de l'une des Sept Couronnes de Westeros et progresse en entraînant des troupes, en recrutant des personnages et en formant une alliance avec d'autres joueurs.
Les publicités visibles sur le site web d’hébergement de vidéos YouTube semblent dire que les activités du jeu incluent non seulement un aspect stratégique, mais aussi l'augmentation de la production alimentaire (cultiver des terres, garder les moutons, pêcher, cueillir des fruits), l'extraction de minerai, la fabrication d'armes, la production de bois, la construction de bâtiments et la formation de guerriers. La cueillette des fruits, la culture des terres, la pêche et l'élevage des moutons ne font en fait pas partie du système de jeu réel.
Dans le jeu, un dragon peut être obtenu, en tant qu'œuf, qui peut éclore, et le nouveau-né peut être élevé à travers son stade juvénile pour être assez grand pour être utile dans la bataille et la recherche aérienne.
Chronologiquement parlant, le jeu commence après l'exécution d'Eddard Stark.